# کیوا
کیوا (به اسپانیایی: Kaywa) یک کوه در پرو است که در Peru, Huancavelica Region, Junín Region واقع شده‌است. کیوا ۴٬۸۰۰ متر بالاتر از سطح دریا واقع شده‌است.